# Ambilobe
Ambilobe é uma cidade do Norte de Madagáscar.Ela é situada na região de Diana.

## Geografia
Ambilombe é situada na estrada nacionale 6 entre Diego Suares e Ambanja - Nosy Be.
De Ambilombe, uma pista tambem vai para a costa do Este a Vohémar. Ela é a beira do rio Mahavavy.

## Administração
Sede do distrito de Ambilobe.
A cidade tem um centro pentitentiario.

## Demografia
A população estimada em 2001 era de 56 427 habitantes.

## Personalidades
- Albert Zafy, antigo présidente de Madagascar, nasceu a Ambilobe em 1927.